# Providencia (bactéria)
Providencia é um gênero de bactérias gram negativas móveis pertencentes à família Enterobacteriaceae. Algumas cepas (P. stuartii, por exemplo) são patógenos oportunistas em humanos e podem causa infecção do trato urinário, principalmente em pacientes com sondas de espera ou queimaduras extensas. Outras cepas, como P. burhodogranariea e P. sneebia), são encontradas no hemolinfa da Drosophila melanogaster.
Algumas linhagens são sensíveis a ampicilina.